# Jane Collins
Jane Collins, née le 17 février 1962 à Pontefract, est une femme politique britannique, membre du Parti pour l'indépendance du Royaume-Uni (UKIP) , dont elle est la porte-parole sur le droit du travail , les affaires intérieures et sur le bien-être animal jusqu'en 2019 , année où elle rejoint le Parti du Brexit. Elle est députée européenne de 2014 à 2019 pour le Yorkshire et la région de Humber.

## Biographie

### Jeunesse et parcours scolaires et professionnelles
Collins est né à Pontefract, West Riding of Yorkshire et a fréquenté l'école East Hardwick Junior School et Pontefract and District Girls High School, laissant à 18 ans quatre niveaux OCE GCE et un niveau A GCE en art. 
Après avoir terminée l'école, Jane Collins décide de ne pas poursuivre une voie universitaire et décide de se consacrer à une carrière équestre. Elle commence donc sa carrière dans un établissement d'entraînement de chevaux dans le Yorkshire du Sud , à Moss. Elle déménage à Clarehaven , où elle devient directrice de l'entraîneur Alex Stewart. En 1985, Jane Collins déménage une seconde fois à Selby où elle achète une écurie. Pendant ce temps, elle a participé à la présentation de chevaux et au saut d'obstacles aux plus hauts niveaux nationaux . En tant que physiothérapeute équine , elle rencontre Katie Bloom avec laquelle elle s'associe. Son associée est entre autres la femme de Godfrey Bloom, député de l'UKIP, partie auquel Jane Collins adhère en 2003.

### 2011 - Élection partielle de Barnsley Central
Jane Collins obtient l'investiture de l'UKIP pour l'élection partielle de Barnsley Central en 2011, à la suite de la démission du député travailliste Eric Isley à cause du scandale des dépenses des parlementaires du Royaume-Uni. Elle arrive en deuxième position avec 12% des voix, derrière le travailliste Dan Jarvis. C'est la première fois dans une élection britannique que l'UKIP arrive en deuxième position.

### 2012 - Élection partielle de Rotherham
Elle représente une seconde pour l'UKIP au élection partielle de Rotherham qui fût anticipée du fait de la démission de Denis MacShane encore à cause du scandale des dépenses des parlementaires. Et comme à Barnsley Central, Jane Collins est battue par la travailliste Sarah Champion et elle arrive en seconde place mais avec cette fois 22% des voix. Il s'agissait à l'époque du meilleur score de l'UKIP.

### 2014 - Élection européenne
Jane Collins se présente aux élections européennes dans le Yorkshire, dans la circonscription de Humber, avec le soutien de Godfrey Bloom. Elle sort victorieuse de cette élection. Mais ses méthodes électorales sont sujets à controverse. Par exemple, elle a accusé Mark Russel (chef de la charité évangélique Church Army) d'être pédophile car ce-dernier avait apporter son soutien au candidat travailliste, et elle refuse de s'excuser. Mais elle supprime toutefois son tweet accusant Russel de pédophilie et elle propose de faire des dons à l'organisme de Russel après que celui-ci l'est menacer de poursuite judiciaire pour diffamation. Elle s'attire les foudres des victimes d'abus sexuels ayant eu lieu à Rotherham, en lançant le slogan "1400 raisons de voter", référence au nombre estimé de victimes dans la ville entre 1997 et 2013.

### Élection générale de Rotherham 2015
Elle a de nouveau représenté l'UKIP à Rotherham lors des élections générales de mai 2015. Une fois de plus, elle est arrivée deuxième dans le siège du Labour, obtenant plus de 30% des voix. Il s'agissait de l'une des parts de votes les plus élevées obtenues par les candidats de l'UKIP lors des élections générales de 2015.

### Action en diffamation
En septembre 2014, lors d'une conférence de l'UKIP, Collins a faussement allégué que trois députés, Sarah Champion, John Healey et Kevin Barron étaient au courant des abus sexuels sur les enfants à Rotherham et n'ont rien fait à ce sujet. Il y avait une diffusion en direct de l'événement sur la chaîne de télévision du Parlement de la BBC .
Les trois députés ont intenté une action en justice (ils ont lancé l'action en 2014 et l'UKIP a aidé financièrement la défense de Collins).  procédure en diffamation devant un tribunal britannique a été suspendue en mai 2016 lorsque Collins a revendiqué son statut de députée européenne lui accordant l'immunité de poursuites. En vertu du droit de l'UE, "les députés ne sont soumis à aucune forme d'enquête, de détention ou de poursuites judiciaires concernant les opinions exprimées ou les votes qu'ils ont émis dans l'exercice de leurs fonctions". Cependant, en octobre, le Parlement européen a décidé que l'immunité ne s'appliquait pas dans cette affaire. Mme Collins a déclaré que la décision était "une bataille perdue dans une guerre des mots que je suis déterminé à gagner".  Mme Collins a ajouté qu'elle pensait qu'il y avait lieu de faire appel et était déterminée à lutter contre la décision de faire "entendre les voix des survivants de l'exploitation sexuelle de Rotherham et de leurs familles". Dans un communiqué, les trois députés ont déclaré: "Nous saluons la décision du Parlement européen et espérons que cette affaire pourra enfin être réglée à la Haute Cour. Cela dure depuis plus de deux ans et elle a essayé tous les délais tactique qu'elle peut - y compris l'ironie absurde d'un député européen UKIP essayant de réclamer l'immunité du Parlement européen pour éviter de faire face à la justice devant les tribunaux britanniques". En février 2017, la Haute Cour a décidé que Collins devait verser 54 000 £ de dommages et intérêts à chacun des trois députés, plus une contribution aux frais de justice . Cependant, elle n'a pas payé dans les délais requis. Il a été annoncé début 2018 que le paiement était toujours en souffrance. 

#### Frais juridiques de tiers
En février 2018, à la suite du non-paiement de Collins, un juge de la Haute Cour a jugé que l'UKIP était solidairement responsable avec Collins de certains des frais. Cette responsabilité découle du fait que l'UKIP a retardé le règlement de l'affaire avant les élections générales de 2015 au Royaume-Uni pour des raisons politiques.  Le montant réel à payer par l'UKIP a été fixé en mars à 175 000 £. La situation financière du parti s'est stabilisée et il a pu présenter des candidats aux élections locales de mai 2018. [ citation nécessaire ]

### Élection de la direction de l'UKIP 2017
Collins a couru pour être le leader de l'UKIP après la démission de Paul Nuttall (eurodéputé) après la piètre performance du parti lors d'une série d'élections en 2017. Collins a déclaré qu'elle se tenait pour «rétablir la confiance dans l'UKIP» et l'a citée deux fois. les campagnes électorales et son succès aux élections européennes et son travail pour Godfrey Bloom comme preuve de son expérience et de ses antécédents de succès pour le parti.
Dans un article du Telegraph, elle a déclaré qu'elle "offrait une véritable alternative aux autres options de l'EDL-lite ou du régime alimentaire".  Elle a également déclaré qu'elle était une libertaire progressiste qui voulait que le parti soutienne des impôts bas et un petit État et a salué la nouvelle selon laquelle l'ancien porte-parole de l'économie Patrick O'Flynn a déclaré que ses politiques économiques et celles de Suzanne Evans avaient été rejetées par le parti.
Elle avait également critiqué sa collègue Anne Waters pour avoir lancé sa campagne à la direction de Rotherham. Dans une déclaration commune, l'eurodéputée UKIP Jane Collins et le conseiller Allen Cowles , chef des conseillers élus de l'UKIP à Rotherham, ont déclaré qu'ils soutenaient la décision d'annuler le rassemblement prévu du stade et ont exhorté les conseillers du parti à boycotter le lancement de la campagne de Waters. M. Cowles a déclaré: "Les conseillers de l'UKIP souhaitent clarifier qu'ils n'approuvent en aucune manière les vues que Mme Waters a précédemment exprimées, ni ce qu'elle défend." 
Collins a terminé l'élection à la sixième place sur la liste des sept candidats, recueillant 4,4% des voix.

### Brexit Party
Le 15 avril 2019, à la suite de la défense sans équivoque de Gerard Batten, dans l'émission Andrew Marr, d'un tweet d'un candidat de l'UKIP sur le viol en tant que satire, Collins a annoncé qu'elle quittait le parti pour rejoindre le Parti du Brexit , affirmant que l'attitude de l'UKIP envers les femmes était "dégoûtante". . Elle a poursuivi en disant: «Je connais des femmes qui ont été violées et la destruction mentale et physique qu'elles causent à ces victimes et à leurs proches est le contraire de la satire: c'est une tragédie.
"J'ai passé une grande partie de mon temps en tant que députée européenne et candidate de l'UKIP à défendre les droits des femmes, y compris les victimes de l'ESC à l'échelle industrielle à Rotherham et dans d'autres régions. Il est tout simplement impossible pour moi de rester dans le parti maintenant . " Elle a ajouté que la nouvelle fête de Nigel Farage était le meilleur moyen de réaliser un "vrai Brexit".